# Napomyza blairmorensis
Napomyza blairmorensis este o specie de muște din genul Napomyza, familia Agromyzidae. A fost descrisă pentru prima dată de Sehgal în anul 1971. Conform Catalogue of Life specia Napomyza blairmorensis nu are subspecii cunoscute.